# Porte de ville de Tonnay-Boutonne
La porte Saint-Pierre, bâtie au XIVe siècle, est située à Tonnay-Boutonne, en France. L'immeuble a été inscrit au titre des monuments historiques en 1928.

## Historique
Le bâtiment est inscrit au titre des monuments historiques par arrêté du 19 septembre 1928.

## Architecture

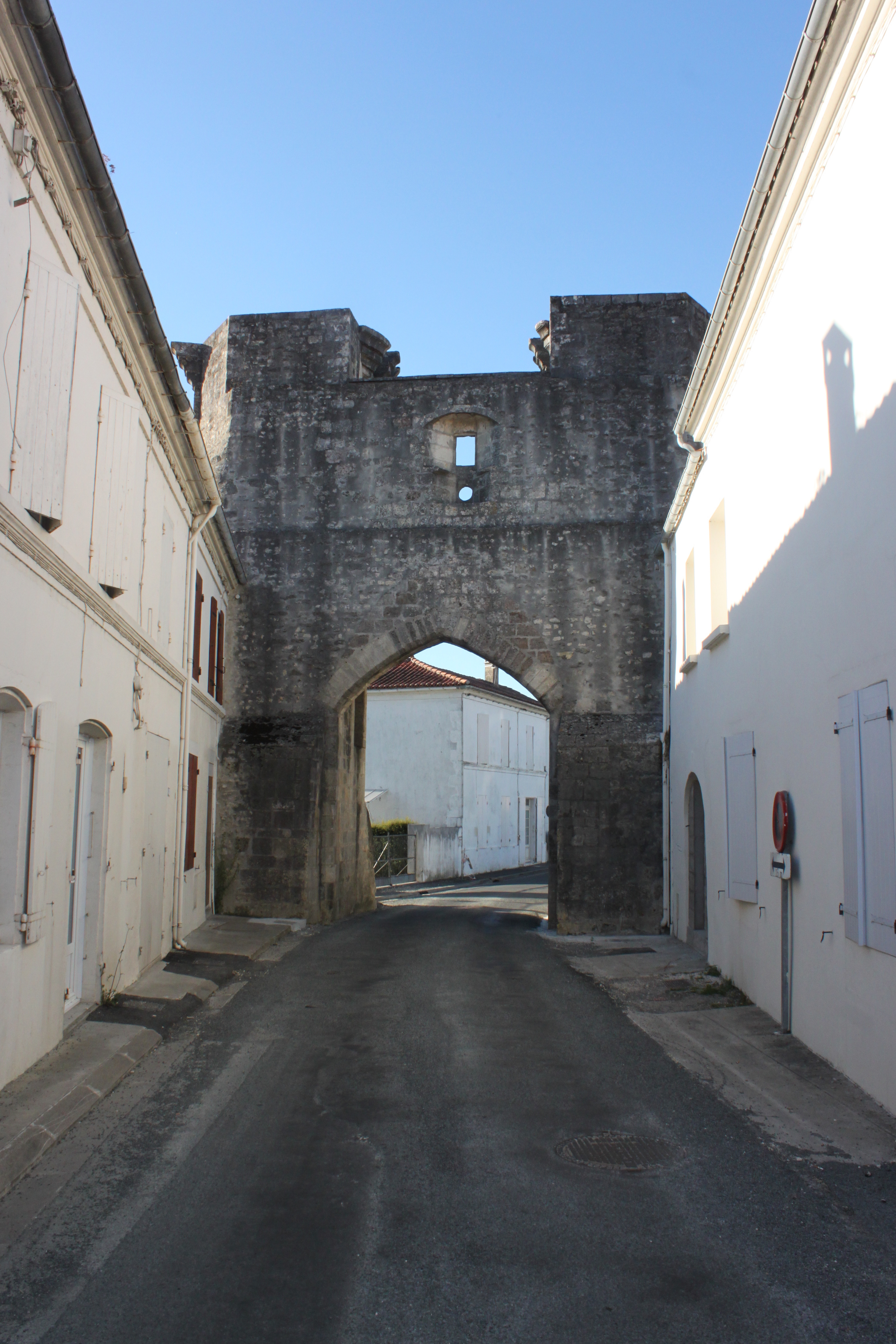